# District de Chōsei
Le district de Chōsei (長生郡, Chōsei-gun) est un district de la préfecture de Chiba au Japon.
Lors du recensement de 2000, sa population était estimée à 66 140 habitants pour une superficie de 227 km2 (réestimé depuis à 63 367 personnes en août 2010).

## Communes du district
- Chōnan
- Chōsei
- Ichinomiya
- Mutsuzawa
- Nagara
- Shirako